# Daniel McKinnon
Daniel Duncan McKinnon (* 21. April 1922 in Williams, Minnesota; † 6. August 2017 in Grand Forks, North Dakota) war ein US-amerikanischer Eishockeyspieler.

## Karriere
Daniel McKinnon besuchte von 1947 bis 1950 die University of North Dakota. Anschließend nahm er für die US-amerikanische Eishockeynationalmannschaft an den Weltmeisterschaften 1955 und 1958 sowie an den Olympischen Winterspielen 1956 in Cortina d’Ampezzo teil. Bei den Winterspielen 1956 gewann er mit seiner Mannschaft die Silbermedaille. Im Anschluss an seine internationale Laufbahn war er im Amateureishockey aktiv, musste seine Karriere nach einem schweren Jagdunfall, bei dem ein Teil einer seiner Hände amputiert wurde, 1958 jedoch vorzeitig beenden. Er wurde 1982 in die UND Sports Hall of Fame aufgenommen.

## Erfolge und Auszeichnungen
- 1956 Silbermedaille bei den Olympischen Winterspielen